# Nurmahal
Nurmahal (o Noor Mahal) è una città dell'India di 12.630 abitanti, situata nel distretto di Jalandhar, nello stato federato del Punjab. In base al numero di abitanti la città rientra nella classe IV (da 10.000 a 19.999 persone).

## Geografia fisica
La città è situata a 31° 5' 47 N e 75° 35' 48 E e ha un'altitudine di 224 m s.l.m..

## Società

### Evoluzione demografica
Al censimento del 2001 la popolazione di Nurmahal assommava a 12.630 persone, delle quali 6.638 maschi e 5.992 femmine. I bambini di età inferiore o uguale ai sei anni assommavano a 1.705, dei quali 952 maschi e 753 femmine. Infine, coloro che erano in grado di saper almeno leggere e scrivere erano 8.951, dei quali 4.867 maschi e 4.084 femmine.